# 漢唐集成
漢唐集成股份有限公司（英語：United Integrated Services Co., Ltd.，英文縮寫UIS）簡稱漢唐集成，是一家台灣股票上市公司，成立於1982年9月13日，創辦人王燕群，最初名稱為「漢唐科技工程有限公司」。2000年年3月14日，於證交所掛牌上市。主要經營半導體、光電等高科技廠房維護、系統建造、設計、無塵室等，此外也有醫療器材產品。

## 經營權之爭
2021年漢唐集成發生經營權之爭，由時任董事長陳朝水迎戰創辦人遺孀李惠文，長達半年的鬥爭最終由李惠文為首的「大股東派」於8月17日股東會上取得過半席次勝出，李惠文同日獲選為漢唐新任董事長。